# Дубівська липа
Дубівська липа — вікове дерево, ботанічна пам'ятка природи місцевого значення в Україні. Зростає в селі Дубівка Скала-Подільської селищної громади Чортківського району Тернопільської області. 
Площа — 0,02 га. Оголошена об'єктом природно-заповідного фонду рішенням виконкому Тернопільської обласної ради від 26 грудня 1983 року. Перебуває у віданні Скала-Подільської селищної громади. 
Під охороною — липа дрібнолиста віком віком понад 700 років і діаметром 217 см. Діаметр на висоті 0,05 м. —229 см, на висоті 1,3 м. —217 см. Крона кулеподібна, заввишки 19 м, найбільша ширина — з заходу на схід — 23 метрів, з півночі на південь — 23 метри. Стовбур на висоті 2,5 метри розгалужується на 4 гілки першого порядку. 
Цінна в науково-пізнавальному, історичному та естетичному значеннях.